# Фьори, Патрик
Патри́к Фьори́ (фр. Patrick Fiori, настоящее имя Патри́к Жан-Франсуа́ Шушая́н — фр. Patrick Jean-François Chouchayan, род. 23 сентября 1969, Марсель, Франция) — французский певец, имеющий армянские корни, звезда оригинальной постановки мюзикла «Нотр-Дам де Пари», исполнитель роли Феба де Шатопера, капитана королевских стрелков.

## Биография
Патрик Фьори родился 23 сентября 1969 года в Марселе, а позже родители перевезли его на Корсику. Он рос в большой интернациональной семье: отец — армянин и мать — корсиканка воспитывали пятерых детей. Фьори признаётся, что в начале его карьеры денег семейству не хватало, и родителям приходилось много работать, чтобы обеспечить детей. Сам он также брался за различный труд, чтобы как-то помочь родным, попробовав себя в качестве продавца пиццы, электрика, декоратора.
«Сколько я себя помню, столько я был окружён музыкой», — вспоминает Фьори. «Когда я был маленьким, мои сёстры пели со мной и укачивали меня под музыку. У нас поют все, даже отец, который, несмотря на свой катастрофический голос, сочиняет и импровизирует». Теперь в числе своих любимых исполнителей Патрик выделяет Шарля Азнавура, Жака Бреля, Эдит Пиаф, Тото Кутуньо.
Сценический дебют Патрика состоялся в возрасте 12 лет, когда будущая звезда выходит на сцену Марсельской оперы по приглашению французского актёра Франка Фернанделя (фр. Franck Fernandel) и принимает участие в своей первой музыкальной комедии «La Legende des Santonniers». Очень быстро Фьори приобретает известность, и вскоре его приглашают в Париж на съёмки шоу начинающих артистов «Les habits du dimanche», где он получает признание телезрителей и высшие оценки специалистов. Проект стал отправной точкой для карьеры Патрика — благодаря ему молодого певца позвали сопровождать французского пианиста Жильбера Монтанье (фр. Gilbert Montagné) в его турне. В 1992 году Патрик Фьори снова оказался в центре внимания, получив главный приз на конкурсе «Французская песня» в Перпиньяне.
Международный успех пришёл к Патрику Фьори после выступления на «Евровидении» в 1993 году. Перед многомиллионной аудиторией певец защищал честь Франции на крупнейшем музыкальном конкурсе Европы. С композицией «Mama Corsica» Фьори занял четвёртое место. «Евровидение» сделало голос Патрика узнаваемым, он начал знакомиться с композиторами, активно писать песни, и в 1994—1995 годах выпустил два альбома на собственные средства.
В 1997 году молодой певец совершил ещё один прорыв в своей карьере, попав на прослушивание к известному французскому поэту-песеннику Эдди Марнею (фр. Eddy Marnay). Впечатлённый удивительным голосом Патрика, тот познакомил его с коллегами Люком Пламондоном (фр. Luc Plamondon) и Риккардо Коччанте (фр. Riccardo Cocciante), которые отбирали актёров для своего нового мюзикла «Notre Dame de Paris». Фьори записал очень успешный сингл «Belle» с Даниэлем Лавуа и Гару. После участия в постановке мюзикла, исполнив роль капитана стрелков Феба де Шатопера, Патрик Фьори, как и другие участники «Нотр-Дама», получил широкую известность в мире, в том числе и в России.
В 1998 году певец заключил контракт с «Sony» и записал свой третий альбом «Prends-moi». Патрик принял окончательное решение покинуть труппу мюзикла «Notre Dame de Paris» в 2000 году, чтобы посвятить свободное время записи своего четвёртого альбома «Chrysalide». В 2002 году вышел очередной альбом «Patrick Fiori», а в 2005 — «Si on сhantait plus fort». В 2008 году был записан альбом «Les choses de la vie», посвящённый музыке кино. В 2010 году вышел альбом «L’instinct masculin», ставший через 3 месяца после выхода платиновым. В 2014 году у Патрика был выпущен альбом «Choisir», проданный более чем 100 000 экземплярами.

### Личная жизнь
Патрик встречался с Жюли Зенатти в течение 8 лет после «Нотр-Дама». Помимо любовных отношений у них было творческое сотрудничество. После расставания пары они остались друзьями.
С 1998 по 2000 год Фьори встречался с Ларой Фабиан.
Патрик Фьори женился на Ариан Катрефаж в июне 2008 года. В июле 2009 года у пары родился сын Севан. В 2014 году у них появился второй сын.

## Дискография

### Студийные альбомы
- 1994: Puisque c’est l’heure
- 1995: Le coeur a l’envers
- 1999: Prends moi
- 2000: Chrysalide
- 2002: Patrick Fiori
- 2005: Si On Chantait Plus Fort
- 2008: Les Choses De La Vie
- 2010: L’Instinct Masculin
- 2014: Choisir
- 2017: Promesse

### Концертные альбомы
- 2011:  L’instinct masculin Live

### Компиляции
- 2007: 4 mots